# Vraždy v ulici Morgue
Vraždy v ulici Morgue nebo též Vražda na ulici Morgue a Záhadné vraždy v Márniční ulici (anglicky "The Murders in the Rue Morgue") je povídka Edgara Allana Poea z roku 1841. Patří mezi první detektivní příběhy a je prvním popisem zápletky, která se dnes označuje technickým termínem záhada uzavřené místnosti či záhada zamčeného pokoje (v uzavřené místnosti, z níž nebylo možné uniknout se najde mrtvola bez pachatele).
V povídce je dále použit motiv bezradné policie, která z neschopnosti nebo z lehkomyslnosti přehlíží stopy, později objevené velkým detektivem, nebo z nich vyvozuje falešné dedukce; a která vedena fixní ideou o povaze zločinu nebo pachatele zatýká nevinné a přizpůsobuje indicie své utkvělé představě.
Kriminální případ řeší muž s geniálními analytickými schopnostmi C. Auguste Dupin, jenž je přítomen i v následujících detektivních příbězích Záhada Marie Rogêtové (1842-1843) a Odcizený dopis (1844).

## Příběh
Vypravěč se při pobytu v Paříži setkává s C. Augustem Dupinem, mladým mužem ze vznešené rodiny, kterého blíže neurčené neblahé události uvrhly do velké bídy. Nabídne mu, aby s ním bydlel, a na novém společníkovi ho zaujmou jeho mimořádné analytické schopnosti a sečtělost. Jednoho večera zaznamenají článek v novinách o pozoruhodné vraždě, při níž byly v ulici Morgue zabity dvě ženy – matka a dcera. Pařížská policie z nátlaku na vyřešení případu obviní Dupinova přítele. Dupin chce jeho jméno očistit a osvobodit ho, dostává se na místo činu a učiní zde převratné objevy, které policie přehlédla. Zjistí, že vrah sice uprchl oknem, ale dojde k závěru, že pro člověka by to bylo zhola nemožné. Na místě činu také nalezne chumáč zrzavých chlupů a otisky nohou, které jistě nepatří člověku. Odvodí tedy, že vrahem byl orangutan. Aby zjistil, kdo je jeho majitelem, uveřejní inzerát s textem, že nalezl orangutana.
Na inzerát odpoví jistý námořník. Dupin ho vyslechne, zjistí celý průběh vraždy a námořníkovu nevinu. Orangutana si námořník přivezl ze svých plaveb jako suvenýr, který chtěl v Paříži zpeněžit. Orangutan byl však velmi inteligentní a naučil se zacházet s břitvou na holení. Po dlouhodobé nevšímavosti pána rozzuřený orangutan uprchl a vylezl na okno jednoho z domů. Zde vyděsil dvě ženy, které začaly nepříčetně křičet o pomoc, orangutana to ještě více rozzuřilo, vzteky podřízl břitvou starší dámu, mladší ženu uškrtil a strčil jí do komína. Když uviděl svého pána, který ho pronásledoval, uprchl.
Po objasnění vraždy byl lidoop umístěn do Pařížské zoologické zahrady. Dupin předá zprávu spolu se svými poznámkami policii.

## Česká a slovenská vydání

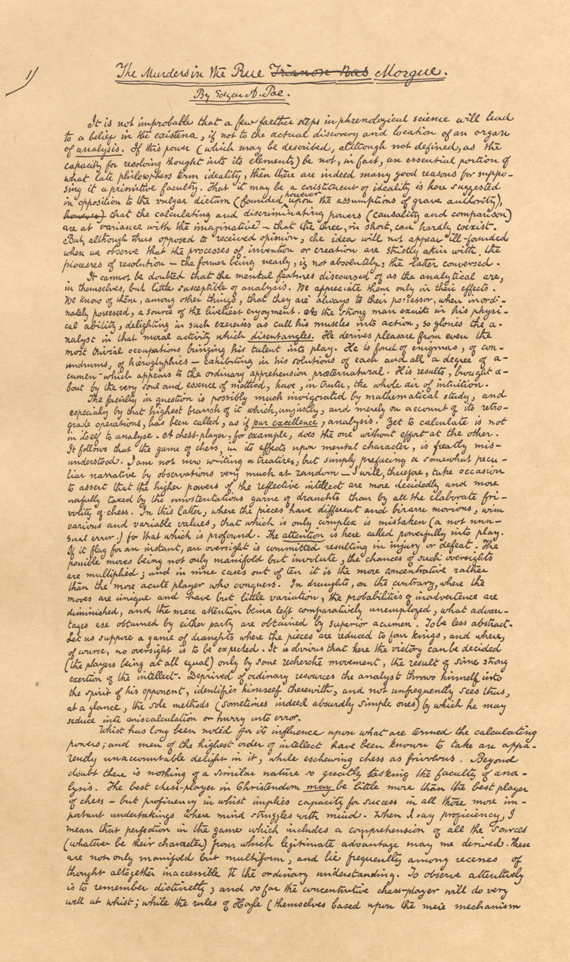
Faksimilie originálního rukopisu autora povídky "The Murders in the Rue Morgue" ze sbírky Susan Jaffe Taneové z Cornell University.

Česky či slovensky vyšla povídka v následujících sbírkách nebo antologiích:
Pod názvem Vraždy v ulici Morgue:
- Démon zvrácenosti: Detektivní a jiné senzační příběhy, Hynek, s.r.o. , 1999, ISBN 80-86202-45-3, překlad Josef Schwarz, vázaná, 184 stran, autor obálky: Petr Sacher
- Jáma a kyvadlo a jiné povídky (Odeon 1975, 1978, 1987, 1988 a Levné knihy KMa 2002 [1])
- V mistrově stínu: Povídky Edgara Allana Poea (Nakladatelství XYZ , 2010, ISBN 978-80-7388-301-0, překlad Vítězslav Nezval, Tomáš Pekárek, Josef Schwarz, Ladislav Šenkyřík, Jaroslav Vrchlický, vázaná, 384 stran, obálka: Isifa Image Service a Jakub Karman)
- Vraždy v ulici Morgue a jiné povídky (Mladá fronta 1960, 1964, 1969)
- Zlatý skarabeus: Devatero podivuhodných příběhů Edgara Allana Poea (Albatros (edice Klub mladých čtenářů), 1979, překlad Josef Schwarz, 228 stran, náklad 50 000)

Pod názvem Záhadné vraždy v Márniční ulici:
- Edgar (Dryada, 2008)

Pod názvem Vražda na ulici Morgue:
- (slovensky) Zlatý skarabeus (Tatran, 1967, 295 stran)
- (slovensky) Havran, Zlatý skarabeus, Príhody Arthura Gordona Pyma (Tatran, 1984, 622 stran )